# Gare de Metz-Devant-les-Ponts
La gare de Metz-Devant-les-Ponts est une gare ferroviaire française située sur le territoire de la commune de Metz, préfecture du département de la Moselle, en région Grand Est.
Elle est ouverte uniquement au service du fret.

## Situation ferroviaire

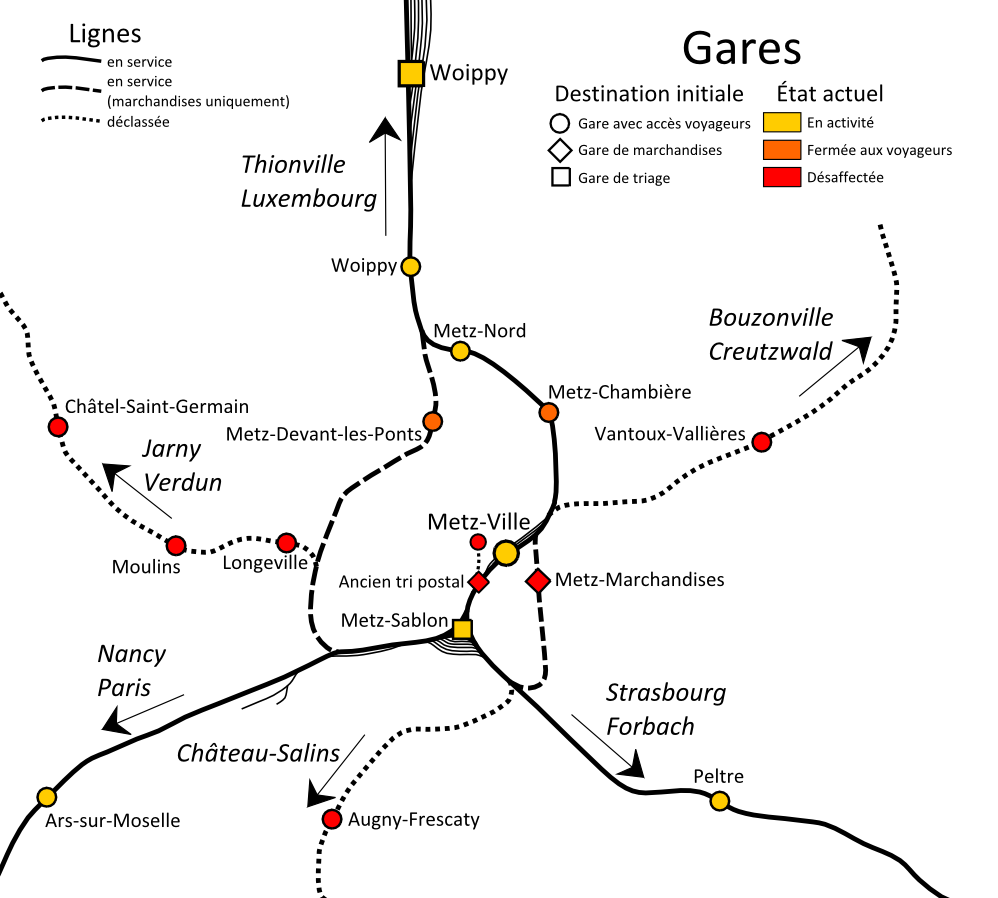
Plan du système ferroviaire de Metz.

Établie à 167 mètres d'altitude, la gare de Metz-Devant-les-Ponts est située au point kilométrique (PK) 159,6 de la ceinture de Metz qui permet aux trains en provenance de la direction de Strasbourg et qui se dirigent vers Thionville et vice-versa, d'éviter la traversée de la gare de Metz-Ville.

## Histoire
La gare de Devant-les-Ponts est mise en service en 1854 par la Compagnie des chemins de fer de l'Est. C'était alors la première gare aux marchandises de Metz.
En 1854, sa fréquentation était d'environ 1830 personnes par jour. Une cinquantaine de cheminots y travaillaient et environ 9 300 wagons y transitaient. Cette gare servait surtout pour les nombreuses entreprises de Devant-les-Ponts dont la Brasserie Lorraine et la Manufacture d'allumettes.  
Pendant l'annexion de l'Alsace-Lorraine, entre 1871 et 1914, elle était exploitée par la Direction générale impériale des chemins de fer d'Alsace-Lorraine (EL) et a servi de quartier général pour le commandement de communication de Metz. Jusqu'à la mise en service de la gare de Metz-Nord, en 1908, elle était ouverte au service des voyageurs. 
Le 19 juin 1919, la gare entre dans le réseau de l'Administration des chemins de fer d'Alsace et de Lorraine (AL), à la suite de la victoire française lors de la Première Guerre mondiale. Puis, le 1er janvier 1938, cette administration d'État forme avec les autres grandes compagnies la SNCF, qui devient concessionnaire des installations ferroviaires de Metz. Cependant, après l'annexion allemande de l'Alsace-Lorraine, c'est la Deutsche Reichsbahn qui gère la gare pendant la Seconde Guerre mondiale, du 1er juillet 1940 jusqu'à la Libération (en 1944 – 1945).
Les 5e et 95e divisions d'Infanterie du XXe corps américain, venant de libérer Metz le 22 novembre 1944, utilisèrent cette gare afin d'expédier essence et vivres aux troupes américaines et françaises qui partaient pour Berlin (notamment la division Leclerc).
Elle disposait de 9 voies, actuellement il en reste 7 mais seules les 2 voies principales sont encore en service.

## Service du fret
La gare de Metz-Devant-les-Ponts est ouverte au service du fret pour les trains entiers et les wagons isolés pour la desserte du quai militaire.
Le document de référence du réseau (DRR) pour l'horaire de service 2019 indique que la gare dessert une installation terminale embranchée (ITE).

## Patrimoine ferroviaire
Il ne subsiste plus que le bâtiment de la gare aux marchandises. Transformé en entrepôt, il a été utilisé par le transporteur Schidler.